# طرفة الشريف
طرفة الشريف (27 يوليو 2001 -)، ممثلة سعودية، بدأت مسيرتها الفنية عام 2020، اشتهرت بعد مشاركتها في عدة أجزاء مسلسل شباب البومب بدور نوف.

## عن حياتها
ولدت في مدينة الرياض، وشاركت في عدة مسلسلات أشهرها: شباب البومب بدور نوف، وش تبي بس بدور مناهل، وشارع الأعشى بدور عطوى.

## من أعمالها

### المسلسلات
- وش تبي بس  (2021)
- شباب البومب 10 (2022).
- شباب البومب 11 (2023).
- شباب البومب 12 (2024).
- شباب البومب 13 (2025).
- شارع الأعشى. (2025)